# Седько Павло Іванович
Павло Іванович Седько (біл. Артур Васілевіч Слабашэвіч, нар. 3 квітня 1998, Берестя, Білорусь) — білоруський футболіст, півзахисник клубу «Динамо-Берестя».

## Клубна кар'єра
Вихованець берестейського «Динамо», у 2015 році почав грати за дубль. 14 вересня 2015 року дебютував у Вищій лізі, вийшовши на заміну на 78-ій хвилині матчу з «Білшиною» (2:1). Незабаром почав потрапляти у стартовий склад берестейчан, а 5 жовтня забив відзначився першим голом у найвищому дивізіоні — у ворота мінського «Динамо». Наприкінці сезону 2015 року півзахисником зацікавився борисовський БАТЕ, проте півзахисник залишився у Бересті.
У сезоні 2016 році вже став гравцем основного складу, як правило, виходячи на заміну[джерело?]. З червня 2017 року почав з'являтися у стартовому складі, але в жовтні знову почав виходити на заміну. У сезоні 2018 року виходив на поле нерегулярно.
У березні 2019 року відправився в оренду до берестейського «Руху», а в липні оренду продовжили до кінця року. Закріпився у стартовому складі «Руху» й допоміг команді вийти у Вищу лігу. У першій половині 2020 року виступав за «Рух» у Вищій лізі, а в липні 2020 року повернувся з оренди в «Динамо», де почали чергувати виходи в стартовому складі та на заміну.
У лютому 2021 року підписав новий контракт з «Динамо».

## Кар'єри в збірній
У листопаді 2016 року, будучи членом юнацької збірної Білорусі (U-19), він взяв участь у кваліфікаційному раунді чемпіонату Європи та допоміг білоруській збірній вийти в елітний раунд.
1 вересня 2017 року дебютував у молодіжній збірній Білорусі, коли вийшов у стартовому складі матчу кваліфікації чемпіонату Європи 2019 проти Греції (0:2), а в другій половині був замінений. Згодом став одним з провідних гравців молодіжної збірної. 9 листопада 2017 року дебютував у збірній Білорусі, провівши першу половину товариського матчу проти Вірменії (1:4). Чотири дні по тому взяв участь в матчі проти Грузії, після чого за збірну не грав.

## Досягнення
- Кубок Білорусі
  -  Володар (2): 2017, 2018

- Суперкубок Білорусі
  -  Володар (2): 2018, 2019

## Статистика виступів

### Клубна
| Сезон    | Дивізіон | Клуб     | Країна   | Матчі | Голи |
| -------- | -------- | -------- | -------- | ----- | ---- |
| 2015     | Д1       | «Динамо» | Білорусь | 8     | 1    |
| 2016     | Д1       | «Динамо» | Білорусь | 12    | 1    |
| 2017     | Д1       | «Динамо» | Білорусь | 22    | 1    |
| 2018     | Д1       | «Динамо» | Білорусь | 16    | 3    |
| 2019     | Д2       | «Рух»    | Білорусь | 21    | 6    |
| 2020 (1) | Д1       | «Рух»    | Білорусь | 11    | 2    |
| 2020 (2) | Д1       | «Динамо» | Білорусь | 12    | 1    |

### У збірній
| Дата       | Місто   | Господарі | Результат | Гості    | Турнір           | Голи | Примітки |
| ---------- | ------- | --------- | --------- | -------- | ---------------- | ---- | -------- |
| 9-11-2017  | Єреван  | Вірменія  | 4 – 1     | Білорусь | товариський матч | -    | 46'      |
| 13-11-2017 | Кутаїсі | Грузія    | 2 – 2     | Білорусь | товариський матч | -    | 80'      |
| Усього     |         | Матчів    | 2         |          | Голів            | 0    |          |